# 孫雯
孫 雯（スン・ウェン、1973年4月6日 - ）は、中華人民共和国上海出身の元女子サッカー選手。ポジションはフォワード。

## 経歴
8歳でサッカーを始める。1989年より地元上海の体育学院女子サッカー部門の入団試験に合格、2000年に退団するまでそこでプレーを続けた。
1990年、17歳で代表に選出された。翌1991年、FIFA女子ワールドカップに初出場し、1995年･1999年･2003年と4大会に連続出場した。1999年度大会では、7ゴールを挙げてチームの大会準優勝に貢献した上、ゴールデンボール（大会最優秀選手）とゴールデンブーツ（得点王、ブラジルのシシーと同時）の2冠に輝いた。
上海のチームを退団後、2001年に渡米してWUSAのアトランタ・ビートに入団。合計33試合に出場して7得点を挙げた。
2003年、WUSAの財政難による休止にともない、アトランタを退団。帰国して、上海申花の女子チーム上海上視に入団した。同年引退してジャーナリストに転身。同時に復旦大学に入学し、国際関係論を学び始めた。
しかし2005年12月に現役復帰し、再び上海上視および代表チームでプレーすることとなった。
2006年、アジアカップ終了後、怪我の悪化により再び引退。現在は上海市の行政に職員として携わっている。
2014年11月、AFC初代殿堂入りを果たした。

## タイトル

### チーム
- サッカー中華人民共和国女子代表
  - AFC女子アジアカップ優勝 - 1991, 1993, 1995, 1997, 1999, 2006
  - FIFA女子ワールドカップ準優勝 - 1999
  - アトランタ五輪 - 銀メダル

### 個人
- FIFA女子最優秀選手賞 - 第2位 (2001年)[2]